# Fernando Tirado
Fernando Tirado y Cardona – hiszpański malarz akwarelista pochodzący z Sewilli.
Studiował w Akademii Sztuk Pięknych w Sewillii, gdzie jego nauczycielem był Eduardo Cano. Uczył się również w Madrycie, w pracowni Federico Madrazo. W 1878 otrzymał stypendium na studia w Paryżu, gdzie namalował kilka dzieł o tematyce historycznej, m.in. Comunión de los cristianos en las Catacumbas.
Po powrocie do Sewilli skoncentrował się na portrecie, namalował także kilka prac kostumbrystycznych, przedstawiających zwyczaje Sewilli i okolic. W 1888 został profesorem rysunku w Akademii Sztuk Pięknych w Sewillii. Jego dzieła Una emboscada mora i Retrato de la reina María Cristina con su hijo Alfonso XIII znajdują się w Muzeum Sztuk Pięknych w Sewilli.